# Porocoma striata
Porocoma striata är en rundmaskart som beskrevs av Nathan Augustus Cobb 1920. Porocoma striata ingår i släktet Porocoma och familjen Oxystominidae. Inga underarter finns listade i Catalogue of Life.